# 宇城市立三角小学校
宇城市立三角小学校（うきしりつ みすみしょうがっこう）は、熊本県宇城市三角町三角浦にある公立小学校。

## 沿革
三角小学校
- 1875年 - 三角浦村に郡浦小学校分校設立。その後独立し公立三角浦小学校となる。
- 1887年 - 三角浦尋常小学校と改称。
- 1894年 - 三角浦にある本校を廃止し出張授業所と合併。
- 1897年 - 大田尾尋常小学校を三角浦尋常小学校に合併し、分教場設置。
- 1889年 - 三角西尋常小学校と改称。
- 1904年 - 三角尋常高等小学校と改称。
- 1908年 - 三角尋常小学校と改称。
- 1909年 - 三角尋常高等小学校と改称。
- 1941年 - 三角国民学校と改称。
- 1947年 - 三角町立三角小学校と改称。
- 1964年 - 大田尾分校、小田良分校が統合して三角北小学校となる。
- 1998年 - 三角北小学校を統合。
- 2001年 - 三角東小学校を統合。
- 2005年 - 宇城市立三角小学校になる。
- 2005年（平成17年） - 三角小学校と戸馳小学校が統合し、宇城市立三角小学校が開校。

## 進学先中学校
- 宇城市立三角中学校